# 喬丹·詹姆斯 (2004年出生足球運動員)
喬丹·安东尼·詹姆斯（英語：Jordan Anthony James；2004年7月2日—）是一名威爾斯足球運動員，司職中场，現時效力法甲球會雷恩。

## 球會生涯
喬丹·詹姆斯生於英格蘭赫里福德，父親托尼·詹姆斯是一名已退役足球運動員。喬丹在9歲時便在伯明翰青年學院學習踢球，並在2020年取得兩年獎學金，正式成為球隊U18一員。
2021年11月2日，伯明翰作客布里斯托尔城的比賽中，他入選了比賽名單。在完場前數分鐘，球隊正以3-0領先，17歲的詹姆斯便在這時侯首次在職業聯賽上場。11月27日對黑池一役，由於球隊兩名中場球員瑞安·伍茲和加里·加德纳均停賽，於是他獲得首次先發上場機會，中場拍擋為伊万·舒尼奇，球隊組成一個3-4-1-2陣形。這比賽中他踢滿90分鐘，並被《伯明翰郵報》評為全場最佳球員。同日，他簽下首份職業合約。

## 國家隊生涯
詹姆斯具有代表威爾斯和英格蘭參加國際賽的資格。他在2018/19球季首次代表威爾斯U15上場，2019/20球季則代表威爾斯U16上場，並在2020/21球季參加了威爾斯U17的訓練營，2021年9月首次代表威爾斯U18上場，對手為英格蘭U18。
2022年3月，他被英格蘭U20徵召上場參加對波蘭U20和德国U20的比賽，但兩者比賽均在比賽結束前才安排上場。
2022年9月，詹姆斯入選了威爾斯U21對奧地利U21的友誼賽名單。可是由於乔·艾伦因傷退出威爾斯，詹姆斯被取為提拔至入選成年隊名賽參加2022–23年歐洲國家聯賽對比利時和波蘭的比賽，但沒有上場。
2023年3月25日，18歲的詹姆斯終於首次代表威爾斯上場，在2024年歐洲國家盃外圍賽作客克羅地亞的比賽中，他在比賽補時階段才換入。一分鐘後，同樣是首秀的隊友内森·布罗德黑德打進一球，使球隊追回1-1。9月7日對韓國的友誼賽，他首次先發上場，比賽結果為0-0。由於乔·莫雷尔停賽，詹姆斯在2024年歐洲國家盃外圍賽作客拉脫維亞的比賽中先發上場，而球隊最終贏2-0。